# Марси (героиня)
Вижте пояснителната страница за други значения на Марси.
Марси (Marcie) е очилатата героиня от поредицата карикатури Peanuts на Чарлс М. Шулц.

## История
Вероятно Марси се появява за първи път в карикатурите от 18 юни 1968, въпреки че името ѝ не е споменато чак до 11 октомври 1971. Шулц създава друго очилато момиче- Клара, но тя прилича толкова на Марси, че вероятно той е слял двата образа в един.
В специалния телевизионен анимационен епизод You’re In the Superbowl, Charlie Brown, фамилията на Марси е „Джонсън“, но Шулц никога не използва фамилия за момиченцето, за това се счита, че „Джонсън“ не е официално име.
Първоначално Марси е песимистично настроен образ, но по-късно е целеустремена (веднъж споменава шеговито, че си е избрала колежа и е записала трите си деца в детската градина) и е най-умната от всички в Peanuts. Тя е и най-доверчивата и наивна от групата. Очевидно е под натиска на родителите си да е най-добрата в училище и в история от 1990 търси убежище заради изискващите ѝ родители в къщата на Чарли Браун и всъщност заспива на дивана.

## Отношения с други образи
Тя е близка приятелка с Пепърминт Пати (на която винаги каза „Сър“). Двете момичета страдат от несподелената си любов с Чарли Браун (на когото обикновено казва „Чарлс“). За него казва, че го обича и би се оженила за него, ако той я попита. Тя и Пепърминт Пати са влюбени отново в едно и също момче с името Пиер (Pierre) в анимационния епизод Bon Voyage, Charlie Brown (and Don’t Come Back!). Тъй като не се справя добре със спортовете, тя е гласът на разума на Пати, но последната не слуша този глас.

## Постмодернистични интерпретации
Марси прилича много на тенис звездата Били Джийн Кинг, факт, подкрепен от Пепърминт Пати, в момент на раздразнение, тя нарича очилата на Марси „очила като на Били Джийн Кинг“. Тенисът е често споменаван спорт в Peanuts.
Тъй като Пепърминт Пати очевидно е мъжкарана и Марси прилича на Били Джийн Кинг (която е първият спортист публично обявил се за хомосексуален), някои съвременни автори заключават, че има интимна връзка между двата образа. Обаче Пепърминт Пати и Марси никога не са описани като лесбийки в карикатурите. Всъщност, описаните изрично романтични интереси, както беше споменато по-горе, са към мъжки образи. Няколко предавания представят Марси като лесбийка, включително Robot Chicken, Family Guy и Saturday Night Live.